# Dennis Hauger
Dennis Hauger (Oslo, 17 de marzo de 2003) es un piloto de automovilismo noruego. Entre 2018 y 2023 formó parte del Equipo Júnior de Red Bull. Fue campeón del Campeonato de Italia de Fórmula 4 en 2019 como debutante y del Campeonato de Fórmula 3 de la FIA en 2021. Desde 2022 hasta 2024 compitió en el Campeonato de Fórmula 2 de la FIA, logrando cinco victorias y trece podios. En 2025 compite en la Indy NXT con el equipo Andretti Global.

## Carrera deportiva

### Inicios
Hauger comenzó su carrera en el automovilismo en el karting a la edad de cinco años y ganó su primera carrera cuando tenía ocho. En 2014 se convirtió en campeón en la categoría Mini de la República de Corea y al año siguiente ganó en la misma categoría en el Vega Winter Trophy, el Campeonato Italiano de Kart y la WSK Champions Cup y Super Masters. En 2016 se convirtió en el piloto más joven en convertirse en campeón en el campeonato alemán de karting junior y en 2017 también fue el piloto más joven en convertirse en campeón aquí para mayores.
En 2018, Hauger cambió a las carreras de fórmula, haciendo su debut en la Fórmula 4 en el Campeonato de F4 Británica con el TRS Arden Junior Racing Team. También fue incluido en el Red Bull Junior Team, el programa de entrenamiento del equipo de Fórmula 1 de Red Bull Racing. Consiguió cuatro victorias en Oulton Park, Croft Circuit (dos veces) y Snetterton Motor Racing Circuit y terminó cuarto en la clasificación con 329 puntos. Además, logró ocho victorias en el campeonato junior, pero en este terminó segundo detrás de Jack Doohan.
En 2019, Hauger permaneció activo en la Fórmula 4, pero esta vez tanto en el ADAC como en el Campeonato de Italia de Fórmula 4 con Van Amersfoort Racing. En el Campeonato ADAC, ganó seis carreras en Red Bull Ring, Hockenheimring (cuatro veces) y Sachsenring, terminando segundo con 251 puntos, solo siete puntos por detrás de Théo Pourchaire. En el campeonato italiano ganó doce carreras, incluidas las tres en la final de temporada en el Autodromo Nazionale di Monza. Con 369 puntos se convirtió en campeón convincente de la clase. También hizo su debut en la Fórmula 3 en el Eurofórmula Open en el Team Motopark en Silverstone hacia finales de año como reemplazo único de Liam Lawson. En estas carreras terminó sexto y quinto, lo que le valió dieciocho puntos.

### Fórmula 3
En 2020, Hauger cambió al Campeonato de Fórmula 3 de la FIA, donde compitió con el equipo Hitech Grand Prix. En la temporada 2021 del Campeonato de Fórmula 3 de la FIA, Hauger cambió al equipo italiano Prema Racing, resultando campeón en dicha temporada con cuatro victorias.

### Fórmula 2

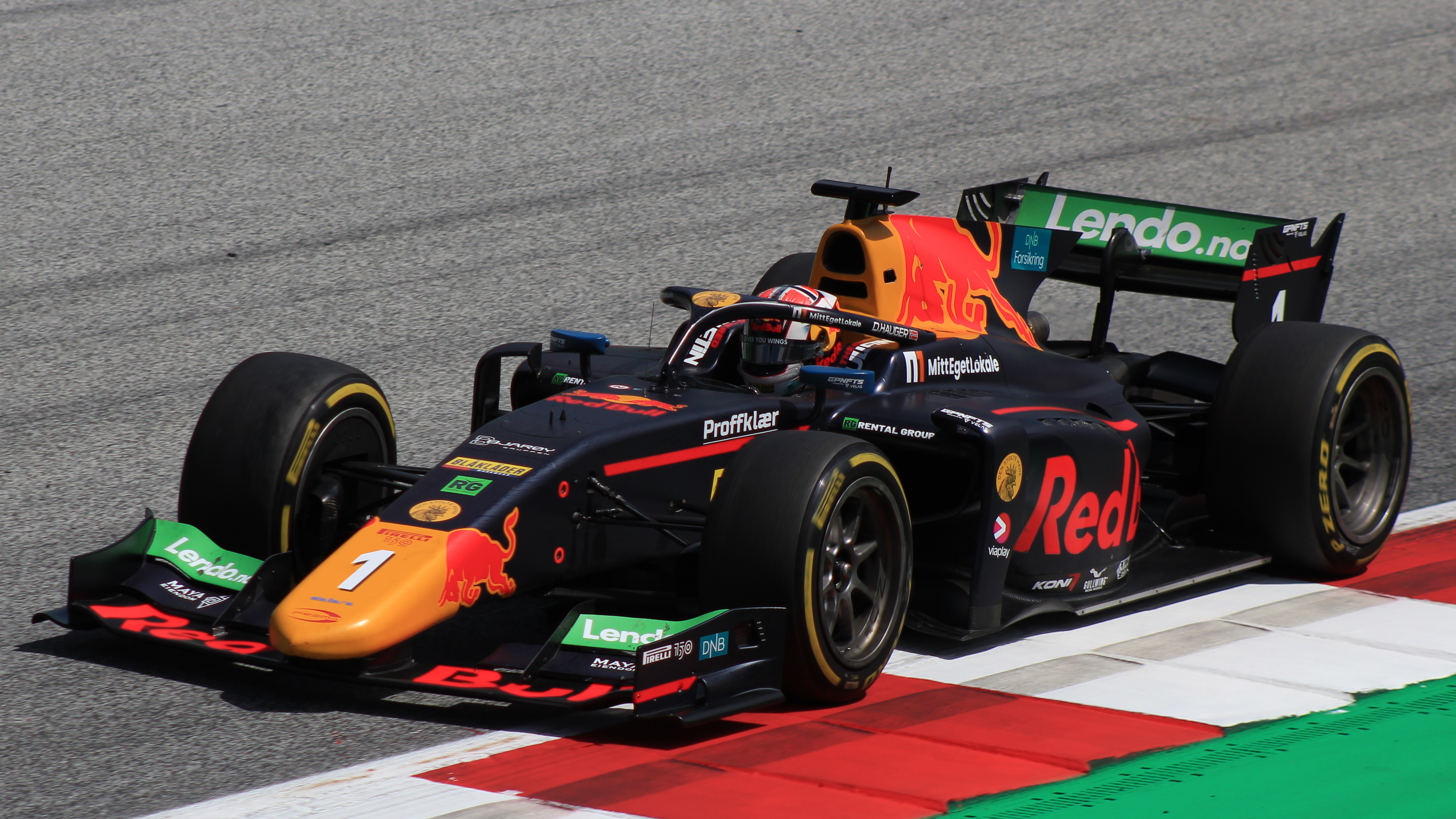
Dennis Hauger en la Fórmula 2 2022.

Al año siguiente, el noruego ascendió a Fórmula 2 con el propio equipo Prema. En su temporada de debut, logró dos victorias y otros dos podios, quedando en el décimo puesto del campeonato y detrás de su compañero de equipo, Jehan Daruvala.
En 2023, fue contratado por MP Motorsport. Nuevamente ganó dos carreras y sumó otros dos podios, pero mejorando su puesto en el clasificador final al quedar octavo. Con Daruvala también como compañero, esta vez pudo superarlo. Ya sin el apoyo de Red Bull, Hauger disputa la temporada 2024 con MP, inicialmente junto al debutante Franco Colapinto.

### Indy NXT
En 2025, Hauger será piloto de Andretti Global en la Indy NXT.

## Resumen de carrera
| Temporada | Categoría                              | Equipo                       | Carreras     | Victorias    | Poles        | VR           | Podios       | Puntos       | Pos.         |
| --------- | -------------------------------------- | ---------------------------- | ------------ | ------------ | ------------ | ------------ | ------------ | ------------ | ------------ |
| 2018      | Campeonato de F4 Británica             | TRS Arden Junior Racing Team | 30           | 4            | 4            | 4            | 10           | 329          | 4.º          |
| 2019      | ADAC Fórmula 4                         | Van Amersfoort Racing        | 20           | 6            | 5            | 8            | 10           | 251          | 2.º          |
| 2019      | Campeonato de Italia de Fórmula 4      | Van Amersfoort Racing        | 21           | 12           | 7            | 9            | 16           | 369          | 1.º          |
| 2019      | Eurofórmula Open                       | Motopark                     | 2            | 0            | 0            | 0            | 0            | 18           | 19.º         |
| 2020      | Campeonato de Fórmula 3 de la FIA      | Hitech Grand Prix            | 18           | 0            | 0            | 0            | 1            | 11           | 18.º         |
| 2020      | Campeonato de Fórmula Regional Europea | Van Amersfoort Racing        | 9            | 1            | 2            | 1            | 6            | 134          | 7.º          |
| 2021      | Campeonato de Fórmula 3 de la FIA      | Prema Racing                 | 20           | 4            | 3            | 5            | 9            | 205          | 1.º          |
| 2022      | Campeonato de Fórmula 2 de la FIA      | PREMA Racing                 | 28           | 2            | 0            | 3            | 4            | 115          | 10.º         |
| 2023      | Campeonato de Fórmula 2 de la FIA      | MP Motorsport                | 26           | 2            | 0            | 1            | 4            | 113          | 8.º          |
| 2023      | Gran Premio de Macao                   | MP Motorsport                | 1            | 0            | 0            | 0            | 1            | N/A          | 2.º          |
| 2024      | Campeonato de Fórmula 2 de la FIA      | MP Motorsport                | 24           | 1            | 2            | 2            | 5            | 85.5         | 11.º         |
| 2025      | Indy NXT                               | Andretti Global              | Disputándose | Disputándose | Disputándose | Disputándose | Disputándose | Disputándose | Disputándose |
| Fuente:   |                                        |                              |              |              |              |              |              |              |              |

## Resultados

### Campeonato de Fórmula 3 de la FIA
(Clave) (negrita indica pole position) (cursiva indica vuelta rápida puntuable)

| Año  | Escudería         | 1    | 1    | 2    | 2    | 3   | 3   | 4    | 4    | 5    | 5    | 6   | 6   | 7   | 7   | 8   | 8   | 9   | 9   | Pos. | Puntos | Ref.  |
| ---- | ----------------- | ---- | ---- | ---- | ---- | --- | --- | ---- | ---- | ---- | ---- | --- | --- | --- | --- | --- | --- | --- | --- | ---- | ------ | ----- |
| 2020 | Hitech Grand Prix | SPI1 | SPI1 | SPI2 | SPI2 | BUD | BUD | SIL1 | SIL1 | SIL2 | SIL2 | BAR | BAR | SPA | SPA | MNZ | MNZ | MUG | MUG | 17.º | 14     | [ 5 ] |
| 2020 | Hitech Grand Prix | 15   | 22   | 18   | 12   | 8   | 3   | 16   | 17   | Ret  | 20   | 18  | 26  | 15  | 19  | 12  | 15  | 14  | 12  | 17.º | 14     | [ 5 ] |

| Año  | Escudería    | 1   | 1   | 1   | 2   | 2   | 2   | 3   | 3   | 3   | 4   | 4   | 4   | 5   | 5   | 5   | 6   | 6   | 6   | 7   | 7   | 7   | Pos. | Puntos | Ref.  |
| ---- | ------------ | --- | --- | --- | --- | --- | --- | --- | --- | --- | --- | --- | --- | --- | --- | --- | --- | --- | --- | --- | --- | --- | ---- | ------ | ----- |
| 2021 | Prema Racing | BAR | BAR | BAR | LEC | LEC | LEC | SPI | SPI | SPI | BUD | BUD | BUD | SPA | SPA | SPA | ZAN | ZAN | ZAN | SOC | SOC | SOC | 1.º  | 205    | [ 6 ] |
| 2021 | Prema Racing | 5   | 25  | 1   | 9   | 2   | 2   | 1   | 3   | 2   | 5   | 5   | 1   | 14  | 9   | 8   | 7   | 27† | 1   | 2   | C   | 24  | 1.º  | 205    | [ 6 ] |

### Campeonato de Fórmula 2 de la FIA
(Clave) (negrita indica pole position) (cursiva indica vuelta rápida puntuable)

| Año  | Escudería     | 1   | 1   | 2   | 2   | 3   | 3   | 4   | 4   | 5   | 5   | 6   | 6   | 7   | 7   | 8   | 8   | 9   | 9   | 10  | 10  | 11  | 11  | 12  | 12  | 13  | 13  | 14  | 14  | Pos. | Puntos | Ref.  |
| ---- | ------------- | --- | --- | --- | --- | --- | --- | --- | --- | --- | --- | --- | --- | --- | --- | --- | --- | --- | --- | --- | --- | --- | --- | --- | --- | --- | --- | --- | --- | ---- | ------ | ----- |
| 2022 | PREMA Racing  | SAK | SAK | YED | YED | IMO | IMO | BAR | BAR | MON | MON | BAK | BAK | SIL | SIL | SPI | SPI | LEC | LEC | BUD | BUD | SPA | SPA | ZAN | ZAN | MNZ | MNZ | YMC | YMC | 10.º | 115    | [ 7 ] |
| 2022 | PREMA Racing  | 9   | 19† | 16  | 6   | 3   | Ret | 12  | 13  | 1   | 7   | Ret | 1   | 15  | Ret | 9   | 4   | 12  | 16  | Ret | 19  | 10  | 12  | 3   | 4   | 9   | 4   | 4   | 4   | 10.º | 115    | [ 7 ] |
| 2023 | MP Motorsport | SAK | SAK | YED | YED | MEL | MEL | BAK | BAK | MON | MON | BAR | BAR | SPI | SPI | SIL | SIL | BUD | BUD | SPA | SPA | ZAN | ZAN | MNZ | MNZ | YMC | YMC |     |     | 8.º  | 113    | [ 8 ] |
| 2023 | MP Motorsport | 2   | Ret | 8   | 5   | 1   | 19† | 12† | 6   | 15  | 5   | 4   | 8   | 6   | 11  | 12  | 14  | 1   | 7   | 3   | DSQ | 9   | 5   | 12  | 5   | 4   | 7   |     |     | 8.º  | 113    | [ 8 ] |
| 2024 | MP Motorsport | SAK | SAK | YED | YED | MEL | MEL | IMO | IMO | MON | MON | BAR | BAR | SPI | SPI | SIL | SIL | BUD | BUD | SPA | SPA | MNZ | MNZ | BAK | BAK | LUS | LUS | YMC | YMC | 11.º | 85.5   | [ 9 ] |
| 2024 | MP Motorsport | 8   | 8   | 1   | 3   | 2   | Ret | Ret | 12  | 3   | 6   | 12  | Ret | 5   | 12  | 7   | 9   | 4   | 6   | 2   | 12  | 8   | Ret | 14  | 9   |     |     |     |     | 11.º | 85.5   | [ 9 ] |